# Patrick Kersten
Patrick Kersten (* 6. Dezember 1972 in Amersfoort) ist ein niederländischer Handballtrainer und ehemaliger Handballspieler.

## Karriere
Patrick Kersten begann in seinem Heimatort gemeinsam mit seinen beiden Brüdern mit dem Handballspiel. Über E&O Emmen und Showbizcity Aalsmeer kam der 1,90 Meter große Rückraumspieler 1998 zum deutschen Zweitligisten SG Hameln, mit dem ihm im Jahr 2000 als Meister der 2. Bundesliga-Nord der Aufstieg in die 1. Bundesliga gelang. Daraufhin wechselte der Linkshänder zum Mitaufsteiger und Süd-Meister SG Solingen. Nach einer Saison schloss er sich dem Aufsteiger Frisch Auf Göppingen an. Nach vier Jahren in Deutschland ging er in die spanische Liga ASOBAL zu Algeciras BM. Von 2003 bis zu seinem Karriereende 2007 spielte er für HV KRAS/Volendam, mit dem er 2005, 2006 und 2007 niederländischer Meister sowie 2006 und 2007 Pokalsieger wurde. Für die Niederländische Männer-Handballnationalmannschaft bestritt Kersten 105 Länderspiele.
Später wurde Patrick Kersten Trainer bei KRAS/Volendam. Seit 2014 trainiert er die Frauen-Erstligamannschaft von VOC Amsterdam.